# Adios (álbum)
Adios es el décimo álbum de KMFDM, fue concebido originalmente como despedida del grupo disparó a su sello discográfico desde hace mucho tiempo por Wax Trax!/TVT Records el 20 de abril de 1999. Pero terminó también la señalización de la separación de la misma KMFDM, al menos por un tiempo. Grabado en Seattle, Washington , este fue el último álbum con En Esch y Günter Schulz, quienes pasaron a formar Idiot Slick. Tras la ruptura, miembro fundador Sascha Konietzko creó la banda MDFMK, antes de reformar KMFDM en 2002 sin Esch o Schulz.
El álbum fue lanzado el 20 de abril de 1999, en la misma fecha la masacre de Columbine se llevó a cabo. Eric Harris y Dylan Klebold, los dos autores de la matanza, ambos eran aficionados ávidos de KMFDM. Eric Harris señaló la coincidencia de título y fecha de lanzamiento del álbum en su diario.
Una reedición remasterizada digitalmente de Adios fue relanzada el 8 de mayo de 2007, junto con Symbols.

## Antecedentes
El núcleo de formación se unió en la gira por John DeSalvo, Nivek Ogre, y Tim Sköld. Adios fue escrito casi en su totalidad por Konietzko y Sköld, que se convirtió en un miembro oficial de la versión final de la banda con la cera Wax Trax!/TVT Records. Schulz, que había hecho la escritura significativa para los cinco discos anteriores, sólo actuó como músico de estudio, mientras que Esch ayudó a escribir solamente un par de canciones.

## Recepción
Adios recibió críticas positivas. Gina Boldman de Allmusic dijo sobre el álbum: "KMFDM sonido más suave aún mantienen su caos emotiva en todo su esplendor." El personal de PopMatters llamada Adiosuna "magnífica mezcla de la anarchaic alimentó la furia de los años 80 y una conciencia llena de cuál es su género se ha convertido." Comentando sobre el entonces disolución de la banda, indicaron además que KMFDM" nos dejó con algo para recordar por ellos." Amy Sciarretto de CMJ New Music Informe dice que Adios" continúa en gran tradición del grupo de, manipulación latido-industrial alimentado tecno-informada ". Ella dijo que los ritmos, guitarras y voces femeninas formaron "una química electrizante", llegando a la conclusión, "Adioses una despedida satisfactorio para KMFDM y su legión de fans."

## Lista de canciones
Todas las canciones escritas y compuestas por Sascha Konietzko and Tim Skold, unless otherwise noted. 
| N.º | Título                                                       | Duración |  |
| 1.  | «Adios»                                                      | 3:56     |  |
| 2.  | «Sycophant»                                                  | 5:13     |  |
| 3.  | «D.I.Y.»                                                     | 4:51     |  |
| 4.  | «Today»                                                      | 4:57     |  |
| 5.  | «Witness» (Konietzko, Skold, Nina Hagen)                     | 7:23     |  |
| 6.  | «R.U.OK?»                                                    | 4:46     |  |
| 7.  | «That's All» (Konietzko, Skold, Nivek Ogre, En Esch)         | 5:08     |  |
| 8.  | «Full Worm Garden» (Konietzko, Skold, Ogre, William Rieflin) | 5:03     |  |
| 9.  | «Rubicon»                                                    | 3:44     |  |
| 10. | «Bereit» (Konietzko, Skold, Esch)                            | 4:53     |  |

## Personal
- Sascha Konietzko - voz, teclados
- Günter Schulz - guitarra
- Chris Connelly - entrada
- Bill Rieflin - tambores
- Tim Skold - bajista